# Johannes Liechtenauer
Johannes Liechtenauer (aussi appelé Lichtenauer) est un maître escrimeur allemand du XIVe siècle. Il est vraisemblablement né au début ou au milieu du XIVe siècle.
Le peu que l’on sait à son propos est conservé, à la fois dans ses enseignements, dans MS 3227a  et plus tard dans les recueils de ses propres étudiants. Ainsi, nous apprenons que, Liechtenauer est un « grand maître » qui a voyagé dans un « grand nombre de pays » pour apprendre son art. Plus tard, Paulus Kal fait référence en 1460  à un groupe de maîtres escrimeurs du XVe siècle de la société de Liechtenauer (Gesellschaft Liechtenauers) qui se considèrent disciples de Liechtenauer.
Les enseignements de Liechtenauer sont  présentés en partie en prose et en rimes (probablement dans l’intention de protéger les écrits et techniques des yeux des non-initiés, et aussi peut-être pour donner aux étudiants des moyens mnémotechniques pour retenir les leçons). Les techniques de Liechtenauer ont donné naissance à ce que nous appelons aujourd’hui l’école germanique d’escrime, même si ce terme implique à tort que son enseignement est répandu dans l'Empire. Les vers de Liechtenauer furent commentés, développés et modifiés dans des glossaires regroupés en Fechtbücher tout le long du XVe siècle, par des maîtres tels que Sigmund Ringeck, Juden Lew et Peter von Danzig, et prolongés au XVIe siècle par Paulus Hector Mair et Joachim Meyer. La force de l’enseignement de Liechtenauer est telle qu’il devint plus ou moins obligatoire pour n’importe quel maître d’escrime allemand de se présenter comme héritier de ses techniques même si dans leurs enseignements on peut noter que les liens sont plus que ténus voire en contradiction avec ceux du premier maître.
Du temps de Liechtenauer, l’enseignement au combat (Fechten) n’est pas restreint à une seule arme. Il comprend l’utilisation de l’épée à une main et demie, les techniques d’épée / bocle, de dague, de fauchon et de lutte avec ou sans armure, et parfois en combat monté.

## La société de Liechtenaeur(Gesellschaft Liechtenauers)
Dans le milieu du XVe siècle, il était prestigieux pour un maître d'arme de se déclarer de la tradition Liechtenaeur. Paulus Kal (Cgm 1507, 1460) donne la liste de 17 maîtres d'armes, dont lui-même, appartenant à la « société de Liechtenauer » (Gesellschaft Liechtenauers).
- Peter Wildigans von Glacz.
- Peter von Tanczk (Danzig)
- Hanns Spindler von Cznaym (Znojmo)
- Lamprecht von Prag
- Hanns Seydenfaden von Erfurt
- Andre Liegniczer
- Iacob Liegniczer, frère de Andreas
- Sigmund Amring (Ringeck?)
- Hartman von Nurenberg
- Martein Hunczfeld
- Hanns Pägmitzer
- Phylips Perger
- Virgily von Kracau
- Dietherich Degenvechter von Braunschweig
- Ott le juif, maître de lutte autrichien
- Stettner, le propre maître d'arme de Paulus Kal